# برنامج إيراسموس
برنامج إيراسموس وهو اختصار خطة عمل الجماعة الأوروبية لتنقل طلاب الجامعات هو برنامج تبادل طلابي تابع للاتحاد الأوروبي أُنشىء في عام 1987.   إيراسموس+، هو البرنامج الجديد الذي يجمع جميع برامج الاتحاد الأوروبي الحالية للتعليم والتدريب والشباب والرياضة، والذي بدأ في يناير 2014.
في عام 1989، دعا مكتب إيراسموس 32 طالبًا سابقًا في إيراسموس لحضور اجتماع تقييمي في غنت، بلجيكا. وقد تم تحديد الافتقار إلى الدعم من نظير إلى نظير باعتباره مشكلة رئيسية، ولكنه كان أيضًا قوة دافعة وراء إنشاء شبكة طلاب إيراسموس. تدعم المنظمة الطلاب من برنامج إيراسموس والاتفاقيات الثنائية الأخرى وتتعاون مع الوكالات الوطنية من أجل مساعدة الطلاب الدوليين. اعتبارًا من 23 يوليو 2020، تتكون شبكة طلاب إيراسموس من 534 جمعية محلية ("أقسام") في 42 دولة وتضم أكثر من 15,000 متطوع في جميع أنحاء أوروبا.
اعتبارًا من عام 2014، أي بعد 27 عامًا من إنشائه، عزز البرنامج تنقل أكثر من 3.3 مليون طالب داخل المجتمع الأوروبي. ويشارك في المشروع أكثر من 5000 مؤسسة للتعليم العالي من 38 دولة. 
تم دمج برنامج إيراسموس، إلى جانب عدد من البرامج المستقلة الأخرى، في برنامج سقراط الذي أنشأته المفوضية الأوروبية في عام 1994. انتهى برنامج سقراط في 31 ديسمبر 1999 وتم استبداله ببرنامج سقراط 2 في 24 يناير 2000، والذي تم استبداله بدوره ببرنامج التعلم مدى الحياة 2007-2013 في 1 يناير 2007.
إلى جانب التنقل الطلابي الأكثر شيوعًا، يعمل برنامج إيراسموس + على تعزيز تنقل المعلمين، حيث يمكن لأساتذة الجامعة قضاء فترة قصيرة، لمدة لا تقل عن يومي تدريس وحد أقصى شهرين، في التدريس لمدة 8 ساعات على الأقل في جامعة شريكة أجنبية. متوسط الإقامة المقترحة هو 5 أيام تدريس. 

## تاريخ

### الاسم

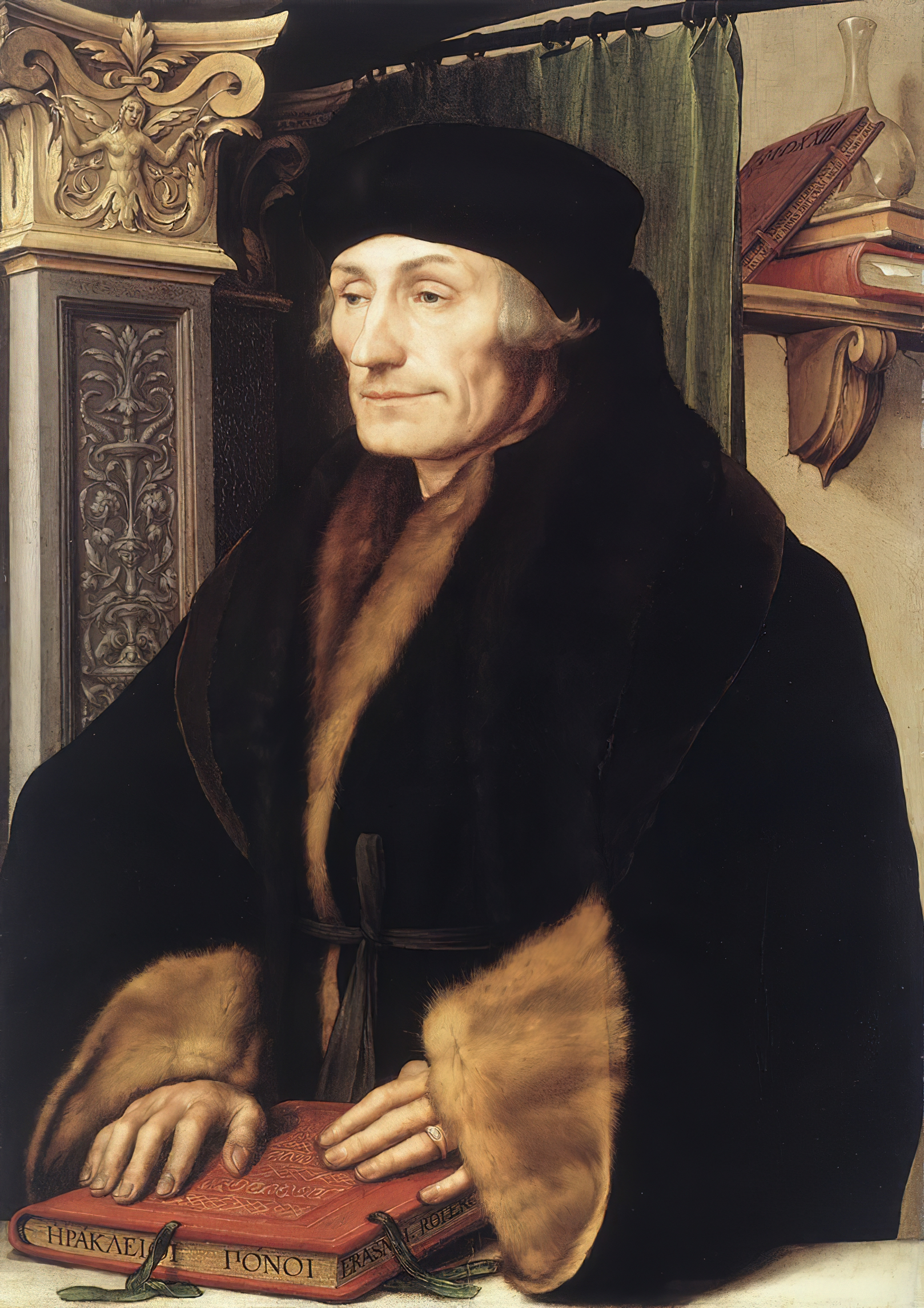
ديزيديريوس إيراسموس روتردام

تم تسمية البرنامج على اسم الفيلسوف الهولندي واللاهوتي وإنساني عصر النهضة والراهب الكاثوليكي ديزيديريوس إيراسموس من روتردام.  أصبح إيراسموس، مع صديقه توماس مور، أحد الشخصيات الرئيسية في الحياة الفكرية الأوروبية خلال عصر النهضة. اشتهر إيراسموس بسخريته، وحث على الإصلاح الداخلي للكنيسة الكاثوليكية. وشجع على استعادة التقليد الآبائي الكاثوليكي ضد ما اعتبره انتهاكات معاصرة للأسرار المقدسة وبعض الممارسات التعبدية المفرطة. واشتبك بشكل مشهور مع الثوري البروتستانتي مارتن لوثر حول موضوع الإرادة الحرة. إيراسموس هو اسم مستعار يعني خطة عمل المجتمع الأوروبي لتنقل طلاب الجامعات.  سافر إيراسموس على نطاق واسع عبر أوروبا وكان رائدًا في جمهورية الآداب الأوروبية. وكان من أوائل المثقفين الذين استخدموا التكنولوجيا الرائدة كوسيلة لنشر أفكاره، وهي الطباعة المتحركة، وقضى الكثير من وقته داخل ورش الطباعة. 
نشأت فكرة تعزيز التبادلات الثقافية والاجتماعية والأكاديمية بين الطلاب الأوروبيين في عام 1969، مع الإيطالية صوفيا كورادي (الملقبة بـ "ماما إيراسموس")، وهي معلمة ومستشارة علمية للمؤتمر الدائم لرؤساء الجامعات الإيطالية. وقد أتاح لها دورها رفع مستوى الوعي حول هذه الفكرة والتعريف بها في المجالين الأكاديمي والمؤسسي.  وُلد المشروع بعد مبادرة من منتدى الطلبة الأوروبيين الذي أسسه فرانك بيانشيري (الذي أصبح فيما بعد رئيسًا للحركة العابرة لأوروبا الأوروبيون الجدد) والتي أقنعت الرئيس الفرنسي فرانسوا ميتران في 1986-1987 بدعم إنشاء برنامج إيراسموس.
هذا التعاون النشط بين المنتدى والمفوضية الأوروبية وخاصة دومينيكو ليناردوزي، وزير التعليم العام، سمح بالموافقة على برنامج إيراسموس في عام 1987. وأصبح جزءًا لا يتجزأ من برامج سقراط الأول (1994-1999) وسقراط الثاني (2000-2006). ومنذ عام 2007 أصبح أحد عناصر برنامج التعلم مدى الحياة (2007-2013).
في يونيو 1984، قرر المجلس الأوروبي في فونتينبلو إنشاء لجنة مخصصة للمواطنين الأوروبيين مهمتها تقديم مقترحات من أجل تحسين صورة الاتحاد الأوروبي. سيختار كل عضو في المجلس عضوًا ويجب عليهم معًا تقديم مجموعة من المقترحات للموافقة عليها في المجلس الأوروبي المستقبلي. وقدمت اللجنة برئاسة بيترو أدونينو تقريرين متتاليين  تمت الموافقة عليهما في جلسة المجلس في ميلانو في 28-29 يونيو 1985.  وبموجب المقترحات المقدمة في هذه التقارير كان الاقتراح على وزراء التعليم والجامعات ومؤسسات التعليم العالي :
1. ينبغي إقامة تعاون عبر الحدود لتمكين الطلاب من متابعة جزء من دراساتهم في مؤسسة في دولة عضو غير دولتهم؛
2. ويتعين على الاتحاد الأوروبي أن ينفذ برنامجاً أوروبياً شاملاً للتبادل والدراسات بين الجامعات يهدف إلى منح هذه الفرصة لقطاع كبير من الطلاب في الاتحاد الأوروبي.

وقد تم تقديم هذه الاقتراحات من قبل العضو البلجيكي بروسبر ثويسبيرت وتمت مناقشتها والموافقة عليها من قبل اللجنة.

### اقتراح المفوضية الأوروبية 1987
بحلول الوقت الذي تم فيه اعتماد برنامج إيراسموس في يونيو 1987، كانت المفوضية الأوروبية تدعم التبادل الطلابي التجريبي لمدة ست سنوات. اقترحت برنامج إيراسموس الأصلي في أوائل عام 1986، لكن ردود فعل الدول الأعضاء آنذاك كانت متباينة: فالدول التي لديها برامج تبادل كبيرة خاصة بها (فرنسا وألمانيا والمملكة المتحدة بشكل أساسي) كانت معادية على نطاق واسع.[بحاجة لمصدر] وكانت الدول المتبقية مؤيدة على نطاق واسع. وتدهورت التبادلات بين الدول الأعضاء والمفوضية الأوروبية، وسحبت الأخيرة الاقتراح في أوائل عام 1987 احتجاجا على عدم كفاية الميزانية الثلاثية التي اقترحتها بعض الدول الأعضاء. 

### قرار محكمة العدل الأوروبية
ولم تكن طريقة التصويت هذه، وهي الأغلبية البسيطة، مقبولة من قبل بعض الدول الأعضاء المعارضة، التي طعنت في اعتماد القرار أمام محكمة العدل الأوروبية. وعلى الرغم من أن المحكمة رأت أن التبني كان معيبًا من الناحية الإجرائية، إلا أنها حافظت على جوهر القرار؛ وتم اعتماد قرار آخر، تم تعديله بسرعة من قبل مجلس الاتحاد الأوروبي.[بحاجة لمصدر]

### التبني والنمو
اعتمد البرنامج على التبادل الطلابي التجريبي 1981-1986، وعلى الرغم من اعتماده رسميًا قبل وقت قصير من بداية العام الدراسي 1987-1988، إلا أنه كان لا يزال من الممكن لـ 3244 طالبًا المشاركة في إيراسموس في عامه الأول. وفي عام 2006، شارك أكثر من 150,000 طالب، أو ما يقرب من 1% من عدد الطلاب الأوروبيين. وترتفع النسبة بين معلمي الجامعات، حيث يبلغ تنقل المعلمين في إيراسموس 1.9% من عدد المعلمين في أوروبا، أو 20,877 شخصًا.[بحاجة لمصدر]
من عام 1987 إلى عام 2006، استفاد أكثر من مليوني طالب  من منح إيراسموس، وتهدف المفوضية الأوروبية إلى الوصول إلى ما مجموعه 3 مليون بحلول عام 2012.[بحاجة لمصدر] وفي عام 2004 حصل برنامج إيراسموس على جائزة أميرة أستورياس للتعاون الدولي.

### برنامج التعلم مدى الحياة 2007-2013
بعد عام 2007، حل برنامج التعلم مدى الحياة 2007-2013 محل برنامج سقراط باعتباره المظلة الشاملة التي تعمل تحتها برامج إيراسموس (وغيرها).

### ايراسموس موندوس
برنامج إيراسموس موندوس هو برنامج موازٍ موجه نحو عولمة التعليم الأوروبي وهو مفتوح لغير الأوروبيين مع كون الأوروبيين حالات استثنائية.

### مبادرة المواطنين 2014-2020
في مايو 2012،  تم تسجيل الأخوة 2020 كأول مبادرة للمواطنين الأوروبيين وتهدف إلى زيادة ميزانية برامج التبادل في الاتحاد الأوروبي مثل إيراسموس أو الخدمة التطوعية الأوروبية بدءًا من عام 2014. جمعت في النهاية 71,057 توقيعًا فقط من المواطنين عبر الاتحاد الأوروبي من أصل مليون توقيع مطلوب بحلول 1 نوفمبر 2013. 

### برنامج إيراسموس+ 2014-2020
إيراسموس + هو برنامج إطاري جديد شامل بقيمة 14.7 مليار يورو للتعليم والتدريب والشباب والرياضة من عام 2014 إلى عام 2020.  يجمع برنامج إيراسموس + جميع برامج الاتحاد الأوروبي للتعليم والتدريب والشباب والرياضة، بما في ذلك برنامج التعلم مدى الحياة (إيراسموس، ليوناردو دا فينشي، كومينيوس، غروندتفيغ)، الشباب في العمل وخمسة برامج تعاون دولية (إيراسموس موندوس، تيمبوس، ألفا وإديولينك وبرنامج التعاون مع الدول الصناعية). تم التوقيع على لائحة إيراسموس +  في 11 ديسمبر 2013. 
قدم برنامج إيراسموس + منحًا لمجموعة واسعة من الإجراءات بما في ذلك الفرصة للطلاب للقيام بوظائف عمل في الخارج وللمعلمين وموظفي التعليم لحضور الدورات التدريبية. تنقسم المشاريع إلى قسمين – التعليم الرسمي وغير الرسمي – ولكل منهما ثلاثة إجراءات رئيسية. يوفر الإجراء الرئيسي الأول لبرنامج إيراسموس + فرصة فريدة للمعلمين ومديري المدارس والمدربين وغيرهم من موظفي المؤسسات التعليمية للمشاركة في الدورات التدريبية الدولية في بلدان أوروبية مختلفة. 
يجب على المؤسسة المحلية للموظفين أن تتقدم بطلب للحصول على المنحة لإرسال موظفيها إلى الخارج للتدريب. 
أجرى برنامج إيراسموس + مشاريع في كازاخستان بآسيا الوسطى، حيث قام بتمويل 40 مشروعًا تشمل 47 جامعة كازاخستانية بأكثر من 35.5 مليون يورو. 

### برنامج إيراسموس+ 2021-2027
في 30 مايو 2018، اعتمدت المفوضية الأوروبية اقتراحها لبرنامج إيراسموس القادم، مع مضاعفة الميزانية إلى 30 مليار يورو للفترة 2021-2027.  وكان من المتوقع إجراء المزيد من المفاوضات خلال الفترة البرلمانية الأوروبية 2019-2024 مع البرلمان الأوروبي والمجلس الأوروبي قبل اعتماد البرنامج النهائي.  تم اعتماد الاتفاقية بين البرلمان الأوروبي والمجلس الأوروبي وتم نشر اللائحة الجديدة 2021/817 الخاصة بإنشاء برنامج إيراسموس+ الجديد في 28 مايو 2021. 
مع خروج بريطانيا من الاتحاد الأوروبي، أدى قرار حكومة المملكة المتحدة بعدم المشاركة في إيراسموس إلى فقدان طلاب المملكة المتحدة إمكانية الوصول إلى برنامج إيراسموس وفقد طلاب الاتحاد الأوروبي إمكانية الوصول إلى جامعات المملكة المتحدة، على الرغم من استفادة بعض المحافظين مثل سويلا برافرمان منه والوعود التي قطعها رئيس الوزراء آنذاك بوريس جونسون بأنه "لا يوجد تهديد لمخطط إيراسموس".  

## المشاركة
وقد شارك أكثر من 9 ملايين شخص في برنامج إيراسموس منذ إنشائه. وقد زاد عدد المشاركين الشباب بشكل ملحوظ منذ عام 1987. ما يقرب من 300,000 سنويا مقارنة بـ 3244 فقط في عام 1987. إسبانيا هي أكبر دولة استقبالا للمشاركين في برنامج إيراسموس بأكثر من 40 ألف شخص سنويًا، متقدمة قليلاً على فرنسا وألمانيا وإيطاليا. الدول التي تستقبل أكبر عدد من طلاب إيراسموس هي إسبانيا بأكثر من 47,000 طالب ثم ألمانيا بـ 32,800 طالب.  يوجد حاليًا أكثر من 4000 مؤسسة عليا تشارك في برنامج إيراسموس في 37 دولة. وفي الفترة 2012-2013، شارك 270 ألف شخص، وكانت الوجهات الأكثر شعبية هي إسبانيا وألمانيا وإيطاليا وفرنسا.  يمثل طلاب إيراسموس 5 بالمائة من الخريجين الأوروبيين اعتبارًا من عام 2012. 
ناقشت الدراسات القضايا المتعلقة بالاختيار في البرنامج وتمثيل المشاركين. وقد أثارت بعض الدراسات الشكوك حول شمولية البرنامج، حسب الخلفية الاجتماعية والاقتصادية، أو مستوى الدراسة، أو الأداء الأكاديمي. وهكذا، تحلل إحدى الدراسات القضايا المالية والخلفية العائلية لطلاب إيراسموس، وتبين أنه على الرغم من حقيقة أن الوصول إلى البرنامج قد تم توسيعه بشكل معتدل، لا تزال هناك عوائق اجتماعية واقتصادية مهمة أمام المشاركة في البرنامج.  كشفت دراسة أخرى عما يبدو أنه اختيار ذاتي سلبي لطلاب إيراسموس بناءً على أدائهم الأكاديمي السابق، حيث تكون احتمالية مشاركة الطلاب ذوي الأداء العالي أقل من الطلاب ذوي الأداء المنخفض. إلا أن هذه القضية استندت إلى عدد أربعمائة خريج في إحدى الجامعات الإسبانية فقط.  وعلى العكس من ذلك، وجدت إحدى الدراسات التي بحثت في تفاصيل الطلاب الفرنسيين والإيطاليين أن المؤشر الأساسي للمشاركة في إيراسموس كان السجلات الأكاديمية السابقة للطلاب، وليس مهنة والديهم. 

### متطلبات
وكان برنامج إيراسموس يقتصر في السابق على المتقدمين الذين أكملوا سنة واحدة على الأقل من الدراسة في المستوى الثالث، ولكنه الآن متاح أيضًا لطلاب المدارس الثانوية.

### تفاصيل
يدرس الطلاب الذين ينضمون إلى برنامج إيراسموس ثلاثة أشهر على الأقل أو يتدربون لمدة شهرين على الأقل إلى عام دراسي في دولة أوروبية أخرى. الحالة الأولى تسمى تنقل الطلاب للدراسات، في حين تسمى الحالة الأخيرة تنقل الطلاب من أجل التنسيب.   يضمن برنامج إيراسموس أن الفترة التي يقضونها في الخارج معترف بها من قبل جامعتهم عند عودتهم، طالما أنهم يلتزمون بالشروط المتفق عليها مسبقًا. تم تعليق مشاركة سويسرا في برنامج إيراسموس اعتبارًا من عام 2015، بعد التصويت الشعبي للحد من هجرة مواطني الاتحاد الأوروبي إلى سويسرا. ونتيجة لذلك، لن يتمكن الطلاب السويسريون من التقدم للبرنامج ولن يتمكن الطلاب الأوروبيون من الانتقال إلى الجامعات السويسرية في إطار البرنامج. 
الجزء الرئيسي من البرنامج هو أن الطلاب لا يدفعون رسومًا دراسية إضافية للجامعة التي يزورونها. يمكن للطلاب أيضًا التقدم بطلب للحصول على منحة إيراسموس للمساعدة في تغطية النفقات الإضافية للعيش في الخارج. يمكن للطلاب ذوي الإعاقة التقدم بطلب للحصول على منحة إضافية لتغطية النفقات الاستثنائية.
ومن أجل تقليل النفقات وزيادة التنقل، يستخدم العديد من الطلاب أيضًا شبكة الإقامة المدعومة من المفوضية الأوروبية،  وهي مواقع إلكترونية مجانية حيث يمكن للطلاب والشباب الاستئجار والتأجير وتبادل الإقامة - على أساس وطني ودولي. وتتمثل الفائدة المستفادة في أنه يمكن للطلاب مشاركة المعرفة وتبادل النصائح مع بعضهم البعض قبل وبعد السفر إلى الخارج.

## تجربة إيراسموس

### التأثير الثقافي
بالنسبة للعديد من الطلاب الأوروبيين، يعد برنامج إيراسموس هو المرة الأولى التي يعيشون فيها ويدرسون في بلد آخر. ومن هنا أصبحت ظاهرة ثقافية ويحظى بشعبية كبيرة بين الطلاب الأوروبيين، وأصبح موضوعًا لأفلام مثل الفيلم الفرنسي الإسباني النزل الأسباني، والفيلم الوثائقي إيراسموس 24-7. 
يعزز البرنامج التعلم وفهم البلد المضيف، وتعتبر تجربة إيراسموس وقتًا للتعلم بالإضافة إلى فرصة للتواصل الاجتماعي وتجربة ثقافة مختلفة.
غالبًا ما يحرص المعلمون على مشاركة طلاب مواضيع مثل السياسة أو العلاقات الدولية في برنامج إيراسموس. يُنظر إليها على أنها فرصة عظيمة للدراسة في الخارج دون تحمل نفقات الدراسة خارج الاتحاد الأوروبي، نظرًا لأن المنح المتاحة لطلاب إيراسموس ليست متاحة لأولئك الذين يختارون مغادرة الاتحاد للدراسة.

### جيل إيراسموس
وتكهن بعض الأكاديميين بأن طلاب إيراسموس السابقين سيثبتون أنهم قوة عاتية في خلق هوية أوروبية شاملة. في عام 2005، زعم عالم السياسة ستيفان وولف، على سبيل المثال، أنه "امنحها 15 أو 20 أو 25 عامًا، وسوف تُدار أوروبا بواسطة قادة ذوي تنشئة اجتماعية مختلفة تمامًا عن تلك الموجودة اليوم"، في إشارة إلى ما يسمى بـ "جيل إيراسموس".  يصف هذا المصطلح الشباب الأوروبيين الذين يشاركون في برنامج إيراسموس ويفترض أنهم يدعمون التكامل الأوروبي بشكل أكثر نشاطًا بالمقارنة مع أجيالهم الأكبر سناً.  والافتراض هنا هو أن الشباب الأوروبيين، الذين استمتعوا بفوائد التكامل الأوروبي، يعتبرون أنفسهم مواطنين أوروبيين، وبالتالي يعملون على خلق قاعدة دعم لمزيد من التكامل الأوروبي. ومع ذلك، هناك تساؤلات تثار حول ما إذا كانت هناك علاقة إيجابية بين البرنامج والتكامل المؤيد لأوروبا. 
وفقًا للمفوض الأوروبي السابق للتعليم والثقافة والشباب والرياضة، تيبور نافراسيكس، فإن برنامج إيراسموس هو أداة من أدوات القوة الناعمة ويعكس الدافع السياسي وراء إنشائه،  بما في ذلك مهمة إضفاء الشرعية على المؤسسات الأوروبية. لقد تم عرض هذا المفهوم بالفعل في مشروع صوفيا كورادي، التربوية الإيطالية التي أسست برنامج إيراسموس. وهي تولي اهتماما خاصا لضرورة تفعيل التبادل بين الشباب من جميع أنحاء أوروبا للمساهمة في تعزيز وحدتها وتكاملها. 
ومن بين القضايا التي تمت مناقشتها ما إذا كانت المشاركة في برنامج إيراسموس تساعد في توليد المزيد من التضامن الأوروبي. وتظهر دراسة أجرتها المفوضية الأوروبية عام 2010 أن المشاركة في برنامج إيراسموس تعزز التسامح. هناك قضية أخرى وهي ما إذا كان برنامج إيراسموس يسمح باختلاط الأوروبيين.  على سبيل المثال، أكثر من ربع المشاركين في إيراسموس يلتقون من خلاله بشريك حياتهم والمشاركة في إيراسموس تشجع التنقل بين الدول الأوروبية.  وقد وصفها أمبرتو إيكو بالتكامل الجنسي.  وتقدر المفوضية الأوروبية أن البرنامج أدى بشكل مباشر إلى ولادة أكثر من مليون طفل، يطلق عليهم أحيانًا "أطفال إيراسموس". 
أما فيما يتعلق بما إذا كان إيراسموس يعزز الشعور بالهوية الأوروبية، فإن النتائج مختلطة. تشير بعض الأبحاث إلى أن المشاركين في برامج تبادل إيراسموس يميلون بشكل كبير إلى أن يكونوا مؤيدين لأوروبا.    ومع ذلك، فقد انتقدت الأبحاث الحديثة النتائج السابقة لكونها معيبة من الناحية المنهجية، وتعتمد في المقام الأول على خبرة الطلاب البريطانيين واستخدام عينات صغيرة نسبيًا. وبالاعتماد على دراسة استقصائية واسعة النطاق أجريت على حوالي 1700 طالب في ستة بلدان، وجد ميتشل أن "المشاركة في برنامج تبادل إيراسموس يرتبط بشكل كبير وإيجابي بالتغيرات في كل من تحديد الهوية الأوروبية والانتماء إلى أوروبا".  بالإضافة إلى ذلك، فقد تم أيضًا تقديم أن الأدبيات السابقة خلطت بين السبب والنتيجة، نظرًا لأن وجود مثل هذه البرامج يشكل فائدة ملموسة يقدمها الاتحاد الأوروبي للطلاب المحتملين المهتمين بالسفر إلى الخارج، مما قد يجعلهم ينظرون إلى الاتحاد الأوروبي بشكل إيجابي حتى قبل المشاركة. 

## في الثقافة الشعبية

### أفلام
معظم الشخصيات في فيلم النزل الأسباني مسجلة في برنامج إيراسموس ويلعب البرنامج دورًا مركزيًا في الحبكة.[بحاجة لمصدر]

### كتب
رواية الروائية الباكستانية نمرا أحمد "أوراق الجنة" مبنية على برنامج إيراسموس، حيث تذهب بطلة الرواية هايا إلى جامعة سابانجي في تركيا من خلال إيراسموس موندوس، مما يمثل نقطة تحول في حياتها. 
في القصة التي تدور أحداثها عام 1997 في سليد هاوس، يظهر الطلاب في برنامج إيراسموس.
في رواية "أشخاص عاديون" والمسلسل اللاحق، تذهب ماريان إلى السويد عبر برنامج إيراسموس.
مقهى بابل
تأسس المنتدى العام عبر الإنترنت مقهى بابل في عام 2001 من قبل طلاب برنامج التبادل إيراسموس، ويقع مقره الرئيسي في باريس. ويرتكز المنتدى على مبدأ الصحافة التشاركية. اعتبارًا من يونيو 2020، كان لديه أكثر من 15,000 مساهم بالإضافة إلى فريق من المحررين والصحفيين المحترفين في باريس وبروكسل وروما ومدريد وبرلين.  يقوم المساهمون المتطوعون بترجمة المنتدى في وقت واحد إلى ست لغات – الفرنسية والإنجليزية والألمانية والإيطالية والإسبانية والبولندية. 

## قراءة معمقة
- بنيامين فيين / إيوا كرزاكلوسكا (محرران): "ظاهرة إيراسموس – رمز الجيل الأوروبي الجديد؟" بيتر لانج للنشر، 2013،(ردمك 978-3-631-62719-8)

## روابط خارجية
- موقع إيراسموس التابع للمفوضية الأوروبية
- مقهى بابل
- شبكة طلاب إيراسموس